# Denaeantha
Denaeantha là một chi bướm đêm thuộc phân họ Tortricinae của họ Tortricidae.

## Các loài
- Denaeantha nivigera (Diakonoff, 1941)